# Confessions of Boston Blackie
Confessions of Boston Blackie is een Amerikaanse misdaadfilm uit 1941 onder regie van Edward Dmytryk.

## Verhaal
Boston Blackie was vroeger een misdadiger, maar tegenwoordig is hij privédetective. Hij raakt in moeilijkheden op een kunstveiling van zijn vriend Arthur Manleder. De galeriehouders zijn namelijk oplichters. Een vriendin van Blackie is daarvan op de hoogte. Een van de oplichters wil haar daarom neerschieten, maar hij raakt per ongeluk een beeldhouwer. De autoriteiten verdenken Blackie van de moord.

## Rolverdeling
| Acteur            | Personage           |
| ----------------- | ------------------- |
| Chester Morris    | Boston Blackie      |
| Harriet Hilliard  | Diane Parrish       |
| Richard Lane      | Inspecteur Farraday |
| George E. Stone   | The Runt            |
| Lloyd Corrigan    | Arthur Manleder     |
| Joan Woodbury     | Mona                |
| Walter Sande      | Detective Mathews   |
| Ralph Theodore    | Joe Buchanan        |
| Kenneth MacDonald | Caulder             |
| Walter Soderling  | Eric Allison        |
| William Benedict  | Ijsventer           |